# Примож Брезец
Примож Брезец (Постојна, 7. мај 1979) је бивши словеначки кошаркаш. Играо је на позицији центра.

## Каријера

### Европа
Брезец је одрастао у Сежани, где је имао и свој сениорски деби са локалним тимом Крашки Зидар. Као професионалац играо је за словеначког прволигаша Унион Олимпију од 1998. до 2001. године.
Брезец је провео наредних седам сезона играјући у НБА лиги. Вратио се у Европу 20. јула 2008. године, када је потписао уговор на две године са Лотоматика Ромом из италијанске Серије А.
Дана 26. септембра 2010. године, Брезец је потписао уговор са екипом Краснаја Крила која наступа у руској професионалној кошаркашкој лиги.
У јулу 2011. године, је потписао једногодишњи уговор са Локомотивом Кубањ, али је отпуштен у фебруару 2012.
У марту 2012. године, је потписао уговор са Нижњи Новгородом.
Брезец је 10. фебруара 2015. године, потписао двомесечни уговор са АЕК Ларнаком која наступа у кипарској Првој дивизији. Освојио је титулу на Кипру са АЕК-ом, а бележио је у просеку 14,9 поена и 7 скокова по утакмици. Дана 7. маја 2015. године, након што је његов уговор са АЕК-ом истекао, Брезец је потписао за Ал Кувајт.
Дана 18. јуна 2015, Брезец се вратио у АЕК Ларнаку. Са АЕК-ом је 2016. освојио Куп Кипра а притом је и проглашен за најкориснијег играча финалне утакмице.

### НБА
Брезец је изабран од стране Индијана пејсерса као 27. пик на НБА драфту 2000. године. Након што је провео три године у Индијани уз малу минутажу, Брезец је 2004. прешао у нови НБА тим Шарлот бобкетсе. Као стартни центар за Бобкетсе, Брезец је бележио 13 поена и 7,4 скокова по утакмици током сезоне 2004/05. Он је такође постигао прве поене, изгубио прву лопту и постигао прва слободна бацања у историји франшизе.
Дана 14. децембра 2007. године, Брезец је заједно са саиграчем Валтером Херманом трејдован у Детроит пистонсе за центра Назр Мухамеда.
Дана 21. фебруара 2008, Брезец је трејдован у Торонто репторсе у замену за Хуана Диксона.
У августу 2009. године, вратио се у НБА када је потписао са Филаделфија севентисиксерсима.
Дана 18. фебруара 2010. године, Брезец је трејдован у Милвоки баксе заједно са Ројалом Ивијем у замену за Џодија Микса и Франциска Елсона.

## Репрезентација
Брезец је био члан кошаркашке репрезентације Словеније. Са њима је играо на Европским првенствима 2003. у Шведској и 2005. у СЦГ. Такође је играо на два Светска првенства 2006. у Јапану и 2010. у Турској.